# Le Départ pour la chasse
Le Départ pour la chasse est une peinture orientaliste d'Eugène Fromentin réalisée en 1857. Elle représente un groupe de chasseurs à cheval et deux lévriers. Le tableau est conservé au musée des Beaux-Arts de La Rochelle.

## Description
Le tableau est monogrammé « EF », et daté en bas à droite : « 57 »,. C'est une peinture à l'huile sur toile, et il mesure 38 × 46 cm.
Comme dans La Chasse aux gazelles, Fromentin représente ici une scène qui se déroule avant que la chasse ne soit engagée.
La composition est dominée par des couleurs brillantes et un style alerte, vif et soigné. Au premier plan, de composition pyramidale, figure un jeune cheikh sur son cheval gris pommelé. Il est accompagné d'un homme noir sur un cheval bai, dont les couleurs sombres font ressortir celles de ce personnage au premier plan. Cet homme noir tient en laisse deux lévriers. Au second plan, sur la droite, d'autres chasseurs sont représentés. 
Une grande particularité de ce tableau réside dans la beauté des personnages arabes qui y sont représentés.

## Réalisation et inspirations
Comme tous les tableaux orientalistes de Fromentin, celui-ci est inspiré de ses voyages en Algérie. Lors de sa réalisation, en 1857, il a achevé son troisième voyage depuis quatre ans et se trouve en pleine « euphorie créatrice ».
Pour Thompson et Wright, il s'agit d'une œuvre qui prouve l'accession de Fromentin à la maturité artistique, puisqu'elle adopte un style qui sera désormais constant jusqu'à la fin de la vie de l'artiste.
Ce tableau rappelle Le Prince d'Orange partant pour la chasse d'Albert Cuyp, et en est vraisemblablement inspiré, Fromentin ayant témoigné de son admiration pour les peintres du Nord. L'aspect héroïque du chasseur au premier plan rappelle les représentations des chevaliers médiévaux et des seigneurs de la féodalité. En effet, alors que les Arabes étaient traditionnellement dépeints en ennemis par les peintres français, Fromentin leur insuffle de la dignité et de la majesté, répondant ainsi à son sens de l'esthétique. Toutes les figures de ce Départ pour la chasse sont belles et distinguées, cavaliers, chevaux et lévriers.

## Accueil critique
Pour Thompson et Wright, ce tableau de Fromentin constitue un appel à la réflexion autour de la condition des Algériens, ainsi que la naissance d'un style de représentation des Arabes sous le Second Empire.

## Parcours du tableau
Le musée des Beaux-Arts de La Rochelle a reçu ce tableau en don de la part de Maurice Fromentin, qui est aussi le neveu d'Eugène Fromentin.